# Janik János
Janik János (Kispalugya, 1797. február 18. – Liptószentmiklós, 1881. január 9.) katona, az 1848-1849-es szabadságharc ezredese.

## Élete
Iskoláit Szepesszombatban, Rozsnyón és Eperjesen végezte.
A bölcsészeti pályára készült, de 1813 februárjában (16 évesen) katonának állt: hadapródként belépett a 33. sz. magyar gyalogezredbe. Még abban az évben több csatában részt vett és kétszer is megsebesült (egy ízben szuronysebet kapott a nyakán, egyszer pedig puskalövés érte a jobb karját). Hősies viselkedését elöljárója, Pfersmann kapitány írásban is elismerte.
1815-ben Schlettstadt (Elzász) várának megtámadásakor a Corbey őrnagy parancsnoksága alatt álló zászlóaljban a 3. századot ő vezényelte. Az őrnagy elismerte helytállását és - ahogy írta - századát „példás bátorsággal és eszes gondoskodással vezette, mi által az ellenség visszaveretését hathatósan előmozdította.”
1831-ben az Adriai-tengeren katonai küldetés során hajójuk viharba került, zátonyra futottak és csak az ő éberségének és lélekjelenlétének köszönhetően menekültek meg.
Folyamatosan haladt előre a rangfokozatokban: 1838-ban már első osztályú százados volt.
1848-ban tért haza olaszországi harcok után; először Nagyszombatba, majd Komáromba vezényelték. 
Az év őszén azután „követve honfi lelke sugallatát” esküt tett az alkotmányra, és szeptember 27-én őrnagyi rangban kinevezték a 18. sz. honvéd zászlóalj parancsnokává.
1849. január 30-ától mint alezredes és dandárparancsnok lett megbízva a Vág vonalának védelmével. 
Legdicsőbb fegyverténye a június 20-ai nyárasdi ütközet volt, melyben sziklafalként állt ellent az előrenyomuló osztrákokkal szemben és hősies magatartásával megmentette a sereget a veszélytől. Ezt Klapka György tábornok azzal jutalmazta, hogy még a csatatéren ezredessé nevezte ki.
1849. május 12-én a Csallóközben megsebesült (egy gránátdarab súrolta a fejét), így egy időre harcképtelenné vált, de júniustól ismét a részt vett a harcokban.
A fegyverletétel után megyéjébe vonult vissza és 1858-ig sanyarú viszonyok közt élt, amikor aztán csekély kegydíjban részesült.
A kiegyezés után buzgó tevékenységet fejtett ki a megyei közélet terén - a honvéd segélyező egylet elnöke, a megye bizottmányának tagja, és több választmány elnöke volt - s érdemeinek elismeréséül 1872 nyarán magyar nemesi rangot kapott.